# Raggio di luna
"Raggio di luna" ("Raio de lua") foi a canção que representou a Itália no Festival Eurovisão da Canção 1979, cantada em italiano pelo grupo Matia Bazar. O referido tema tinha letra de Giancarlo Golzi e Salvatore Stellita e música de Carlo Marrale, Piero Cassano e Antonella Ruggiero.
A canção é uma canção de amor, com o líder da canção explicando que o seu amor é algo tão simples como um raio de luz que pode simplificar e fazer uma experiência agradável.
A canção foi a segunda a desfilar na noite do evento, depois da canção portuguesa com Sobe, sobe balão sobe", cantada por Manuela Bravo e antes da canção dinamarquesa "Disco Tango" interpretada por Tommy Seebach. No final da votação, terminou em 15.º lugar (entre 19 países concorrentes) e recebeu 27 pontos.

## Composição
Foi escrita, composta e organizada por todos os membros do grupo . Em particular, os textos são de Giancarlo Golzi e Aldo Stellita, a música de Antonella Ruggiero, Piero Cassano e Carlo Marrale.